# 프레데리크 쇼
프레데리크 쇼(Frédéric Chau, 1977년 6월 6일 ~ )는 프랑스의 배우이다.

## 출연 작품
- 루시 - 캐빈 매니저 역
- 컬러풀 웨딩즈 - 샤오 링 역